# Camilla Collettová
Jacobine Camilla Collettová (nepřechýleně Jacobina Camilla Collett), rozená Jacobine Camilla Wergelandová (nepřechýleně Jacobine Camilla Wergeland) (23. ledna 1813, Kristiansand – 6. března 1895 Christiania, nyní Oslo) byla norská romantická a realistická spisovatelka a bojovnice za práva žen, sestra básníka a dramatika Henrika Wergelamda.

## Život
Narodila se v rodině pastora Nikolaie Wergelanda (1780–1848), který byl v roce 1814 členem ustavujícího norského ústavodárného shromáždění v Eidsvollu, kde přijalo norskou ústavu a formalizovalo rozpuštění unie s Dánskem. První vzdělání získala na faře v Eidsvollu, kde byl její otec farářem. Ve školním roce 1826–1827 navštěvovala dívčí školu Jomfru Pharos v Christianii, kde se vyučovala francouzština, němčina, angličtina, hudba, kreslení a vyšívání. Následně od roku 1827 do roku 1829 studovala ve škole Církve bratrské v Christiansfeldu v jižní, německy mluvící části Jutska.

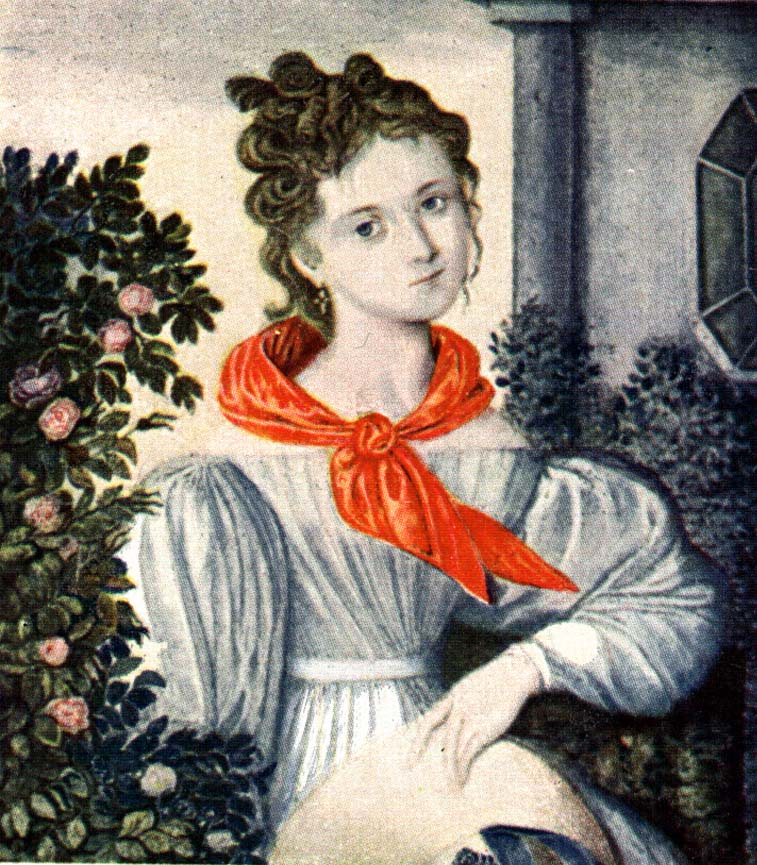
Camilla na obraze svého otce z roku 1830 nebo 1831

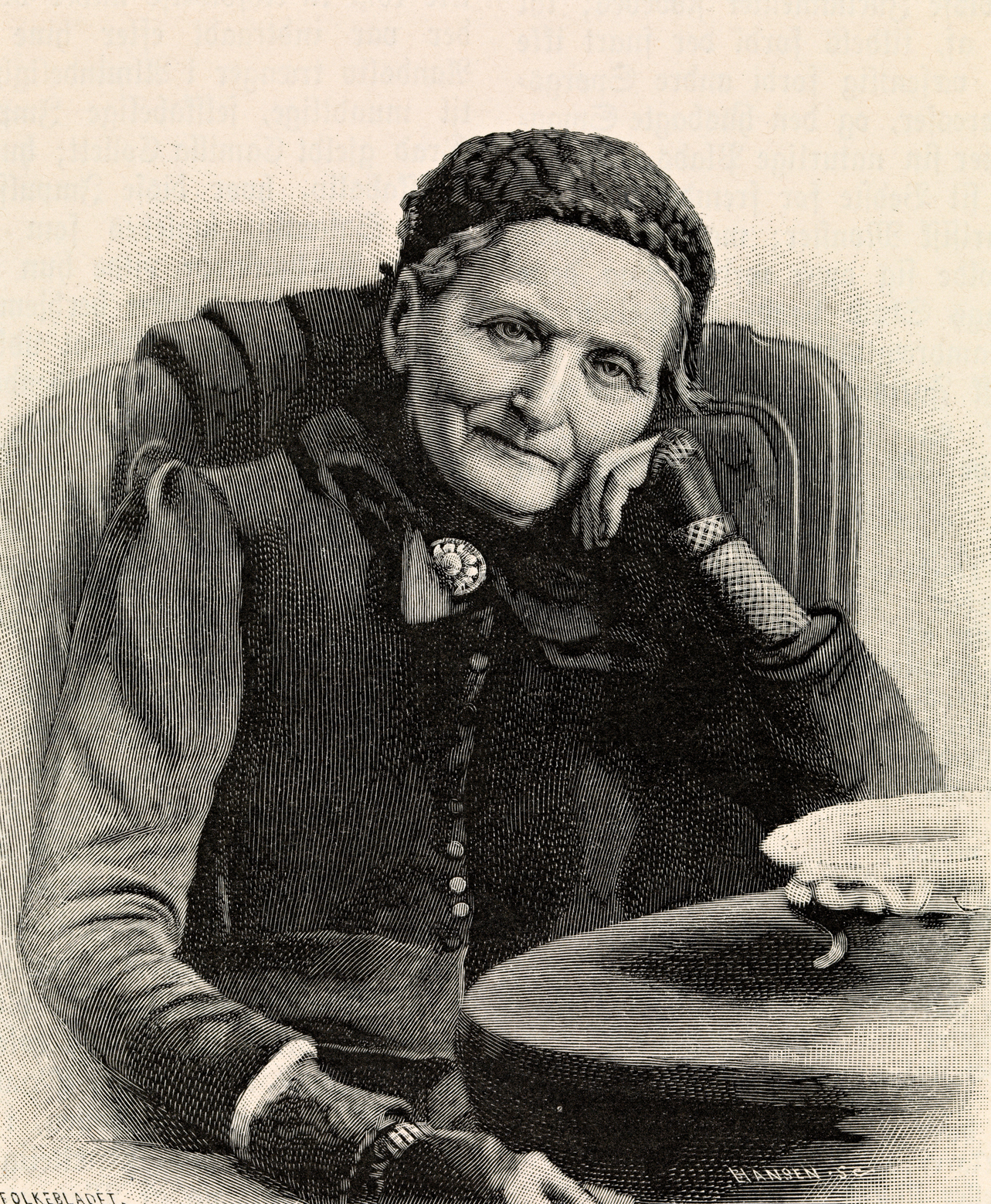
Camilla Collettová na fotografii z roku 1893

V lednu roku 1830 se v Christianii seznámila s básníkem Johanem Sebastianem Welhavenem, do kterého se hluboce zamilovala. Welhaven jí však nemiloval a tato neopětovaná a nešťastná láska přinášela Camille díky Welhavenově nevšímavosti a chladu jen trpké zážitky. Později sice Wlehaven její cit částečně opětoval, ale stále šlo o rozumový citový vztah ke vzdělané ženě. Roku 1834 jí její otec vzal na výlet do Paříže, aby přišla na jiné myšlenky, ale Camilla zůstala i nadále neklidná a nevyrovnaná. K definitivnímu rozchodu s Welhavenem dopomohl i jeho spor s jejím bratrem. Z těchto hořkých prožitků vznikly její první intimní a přísně soukromé romantické literární črty.
Po rozchodu odjela roku 1836 zdrcená Camilla na otcovo přání do Hamburku, kde se seznámila s myšlenkami hnutí Mladé Německo, jehož členové prosazovali svobodu slova, emancipaci žen a boj proti morálním a náboženským dogmatům. Po návratu do vlasti roku 1837 došlo u ní k myšlenkovému přerodu. Uvědomila si urážlivé postavení ženy odsouzené tehdejší společnosti k péči o rodinu a manželovo pohodlí a začala v tomto duchu psát články pro ručně psaný ženský časopis.
Roku 1839 se zasnoubila s právníkem a literárním kritikem Peterem Jonasem Collettem (1813–1851) a strávila rok v Kodani, zatímco on byl na vzdělávací cestě po Evropě. Roku 1841, když byl jmenován lektorem práva na Královské Fredrikově univerzitě se za něho provdala a měla s ním čtyři syny. Manžel jí pomáhal radou v jejích literárních záležitostech a probudil v ní odvahu k vlastní literární tvorbě. Roku 1842 vydala anonymně v listu Den Constitutionelle esej Nogle Strikketøisbetragtninger (Několik postřehů při pletení), která obsahuje jasnou kritiku postavení žen a chování mužů k nim. Roku 1849 také vydala anonymně povídku Kongsgaard (Králův dvůr), líčící milostnou i životní tragédii aristokratické dcerky, které rodiče nedovolili vzít si za manžela muže měšťanského původu.
Ve čtyřicátých letech postihly Camillu těžké ztráty. Roku 1843 jí zemřela matka, roku 1845 bratr Henrik a roku 1848 otec. O tři roky později, před Vánocemi roku 1851 pak nečekaně zemřel její manžel na zápal plic. Manželovou smrtí se rázem změnily její sociální poměry. Jako vdova se čtyřmi dětmi musela žít z nevelké penze po manželovi. Bylo to v době, kdy pracovala na svém románu Amtmannens døtre (Dcery vrchního), který se proto vyznačuje pesimistickým laděním. Román na pomezí romantismu a realismu, vyšel anonymně ve dvou dílech roku 1854 a 1855 a autorka v něm na základě pravdivé a odvážné sociální kritiky jednoznačně odmítla společensky pasivní úlohu ženy a konvenční sňatky z rozumu.
Kritika, která nepochopila, že jde o první realistické literární dílo v norské literatuře, nepřijala román příznivě. Camilla se proto na pět let odmlčela a až roku 1860 vydala sbírku již dříve napsaných povídek Fortællinger (Povídky). Roku 1862 vydala knihu vzpomínek I de lange Nætter (Za dlouhých nocí) a následně ve třech dílech své úvahy a polemické články Sidste Blade (1868-1872, Poslední listy).
Čím byla Camilla starší, tím byly její vlastní názory radikálnější. Protože o ní oficiální kritika prakticky nepsala, rozhodla se psát novinové a časopisecké články, nesené duchem nelítostného a často i nekritického boje. Již nebojovala jen za citová práva žen, ale snažila se vyřešit emancipační otázky jako celek s jejich ekonomickými, politickými a morálními aspekty, jako bylo například nespravedlivé odměňování žen za vykonanou práci nebo uplatňování dvou různých morálních kodexů v posuzování obou pohlaví. Výběr z těchto článků vydala roku 1878 pod názvem Fra de Stummes Leir (Z tábora němých) a v této knize použila jako jedna z prvních v Norsku slovo feminismus. Díky svému bojovnému duchu nakonec získala část společnosti na svou stranu.
Argumentovala tím, že ženy a muži jsou odlišní, ale jsou si rovni a jsou si navzájem duchovními partnery. Osvobození žen je tedy záležitostí všech, žen i mužů. Muži musí ženám ukázat, že jejich hodnota je uznávána a respektována, ale ženy se musí osvobodit prostřednictvím aktivní sebereflexe. Roku 1879 vydala první díl a roku 1885 druhý díl svých esejů pod názvem Mod Strømmen (Proti proudu). Na zakládající schůzi Norského svazu žen (Norsk Kvinnesaksforening) dne 28. června 1884 byla jmenována první čestnou členkou svazu.

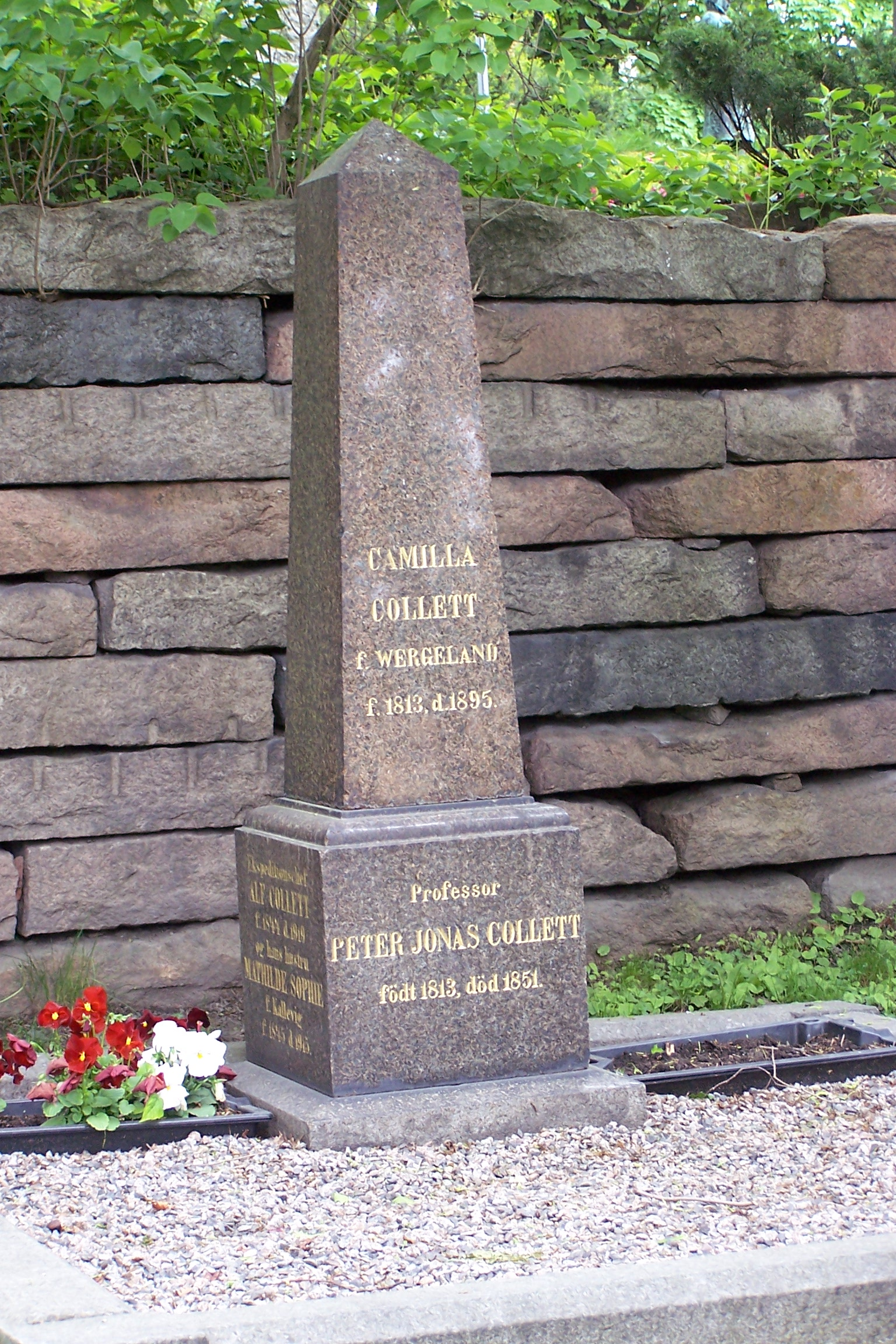
Hrob Camilly Collettové v Oslu

Zemřela roku 1895 a byla pochována na Hřbitově našeho spasitele (Vår Frelsers gravlund) v Christianii.

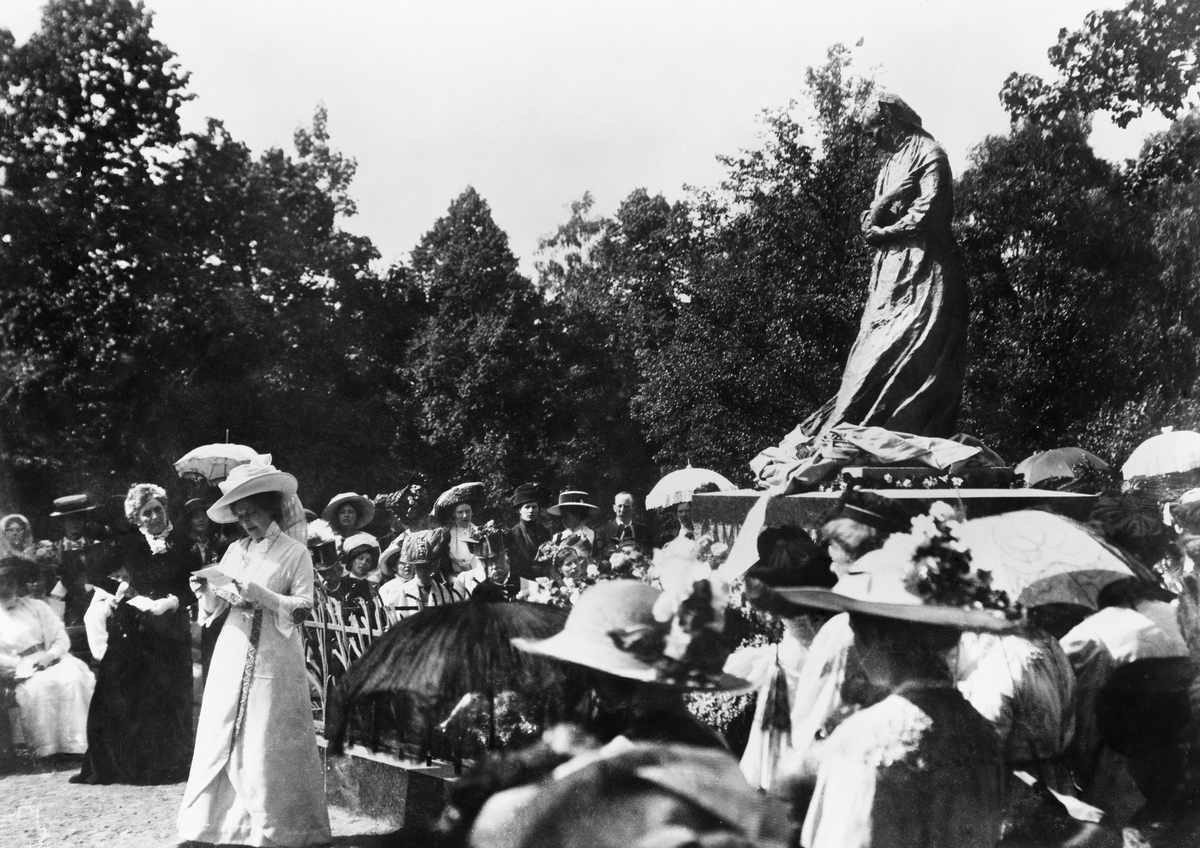
Odhalení sochy Camilly Collettové v Christiannii roku 1911

Roku 1911 nechal Norský svaz žen vytvořit v Christianii bronzovou sochu Camilly Collettové s názvem V bouři (I storm) od sochaře Gustava Vigelanda.

## Výběrová bibliografie
- Nogle Strikketøisbetragtninger (1842, Několik postřehů při pletení), esej vydaná anonymně v listu Den Constitutionelle, která obsahuje jasnou kritiku postavení žen a chování mužů k nim.
- Kongsgaard (1849, Králův dvůr), povídka, vydaná anonymně, líčící milostnou i životní tragédii aristokratické dcerky, které rodiče nedovolili vzít si za manžela muže měšťanského původu.
- Amtmannens døtre (1854–55, Dcery vrchního), román na pomezí romantismu a realismu, který autorka vydala anonymně ve dvou dílech a který obsahuje řadu autobiografických prvků týkajících se vztahu autorky a Welhavena. Autorka v něm na základě pravdivé a odvážné sociální kritiky jednoznačně odmítla společensky pasivní úlohu ženy a konvenční sňatky z rozumu. Své dílo Camilla později ještě upravila ve vydání z roku 1860 a definitivní tvar mu dala roku 1879. Obsahem románu jsou neradostné osudy dcer vrchního Ramma. Dvě z nich se pod tlakem jejich matky nešťastně vdaly (jedna v manželství zemřela a druhá se trápí). Nejmladší Sofie, hlavní hrdinka románu, se zamiluje do domácího učitele, studenta Georga Colda. Vlivem nedorozumění se domnívá, že jí nemiluje, a tak pod vlivem lstivých a vypočítavých argumentů své matky svolí ke sňatku s tzv. dobrou partií, s postarším vdovcem, proboštem Reinem. V den svatby se vše vysvětlí, ale už je pozdě. Konvenční sňatek z rozumu opět vítězí nad opravdovou láskou.[6]
- Fortællinger (1860, Povídky), anonymní vydání (s podpisem Forfatteren til Amtmandens døttre, tj. Autor Dcer vrchního) již dříve napsaných povídek (mezi nimi i Kongsgaard (Králův dvůr), ve kterých autorka podala kritiku norského kulturního a společenského života.[9]
- I de lange Nætter (1862, Za dlouhých nocí), kniha vzpomínek na otce a bratra a na své vlastní zkušenosti s tím, co její vlastní milostné zážitky znamenají pro její psaní a co znamená pro ženu být spisovatelkou. Kniha byla opět vydána s podpisem Forfatteren til Amtmandens døttre.[5]
- Sidste Blade (1868-1873, Poslední listy), úvahy a polemické články, tři díly (1868, 1872 a 1873), přičemž poslední díl je již podepsán jejím vlastním jménem, což porušilo tehdejší konvence týkající se spisovatelek.[5]
- Fra de Stummes Leir (1878, Z tábora němých), výběr z autorčiných článků týkajících se celkových emancipačních otázek s jejich ekonomickými, politickými a morálními aspekty, ve kterém použila jako jedna z prvních v Norsku slovo feminismus.
- Mod Strømmen  (1879-85, Proti proudu), dva svazky autorčiných polemických a kulturně kritických esejů a obrazů žen v literatuře.
- Skrifter I–X (1892-93), sebraná díla.
- Dagbøker og breve (1926-1934, Deníky a dopisy), pět svazků autorčiných deníků a dopisů v uspořádání Leiva Amundsena, které se dochovaly ze třicátých let 19. století. Jde o sebezkoumající a sebereflexivní texty a o korespondenci především s Johanem Sebastianem Welhavenem a Jonasem Collettem.[5]

## Česká vydání
- Dcery vrchního, Praha: František Šimáček 1913, přeložila Milada Krausová-Lesná.